# Arkas
Arkas (řecky Αρκάς, latinsky Arkas) byl v řecké mytologii syn nejvyššího boha Dia a jeho milenky Kallistó, dcery lykosúrského krále Lykáóna.
Kallistó byla nejkrásnější dívka v Arkádii. Byla jednou z dívek z družiny bohyně lovu Artemis. Vyhlédl si ji nejvyšší bůh Zeus a svedl ji, prý dokonce násilím, a ona porodila syna Arkada. Jakmile na ní Artemis zpozorovala, že čeká dítě, rozzlobila se a Kallistu proměnila v medvědici.
Po mnoha letech chtěl Arkas právě tuto medvědici na lovu zabít. Zabránil tomu Zeus, proměnil v medvěda i jeho a oba je vyzvedl na oblohu a umístil je v souhvězdí Velké medvědice a Malého medvěda.
Arkada až do našich dob připomíná jméno Arkádie, jak byl po něm nazván kraj lykosúrský. Obyvatelé se nazývají Arkaďané a jsou proslulí klidným pastýřským životem.